# 千葉県立千葉盲学校
千葉県立千葉盲学校（ちばけんりつ ちばもうがっこう）は、千葉県四街道市大日にある公立特別支援学校。視覚障害者を教育対象とする。

## 沿革
- 1908年（明治41年）2月 - 千葉市に鍼按講習所を設置
- 1910年（明治43年）1月19日 - 千葉訓盲院と改称
- 1912年（明治45年）6月6日 - 私立学校法により私学として開校
- 1948年（昭和23年） - 4月1日 新学制に基づき、現体制に移行
- 1949年（昭和24年） - 千葉県立千葉盲学校と改称

## 交通
- 総武本線四街道駅から徒歩20分

## 設置学部
- 幼稚部
- 小学部
- 中学部
- 高等部
  - 普通科
  - 総合生活科
  - 保健理療科
- 高等部専攻科
  - 保健理療科
  - 理療科